# Anema tumidulum
Anema tumidulum är en lavart som beskrevs av Henssen. Anema tumidulum ingår i släktet Anema och familjen Lichinaceae.   Inga underarter finns listade i Catalogue of Life.